# Pumpkin Hollow
Pumpkin Hollow es un lugar designado por el censo ubicado en el condado de Cherokee en el estado estadounidense de Oklahoma. En el Censo de 2020 tenía una población de 176 habitantes y una densidad poblacional de 4,60 habitantes por km². Fue incluido como CDP en el censo de 2020.

## Geografía
Pumpkin Hollow se encuentra ubicado en las coordenadas 35°59′1″N 94°50′57″O / 35.98361, -94.84917. Según la Oficina del Censo de los Estados Unidos,  tiene una superficie total de 38,38 km², de la cual 38,14 km² corresponden a tierra firme y 0,16 km² a agua.